# Periandros
Periandros (řecky Περίανδρος, asi 665 př. n. l. – 585 př. n. l.) byl samovládce (tyran) ve starověkém Korintu. Bývá řazen mezi sedm mudrců archaického Řecka.

## Život

### Původ, rodina, vláda
Jeho otcem byl Kypselos, tyran v Korintu v 2. polovině 7. století př. n. l., a matkou Krateia, samovládcova manželka. Po Kypselově smrti se asi v roce 627 př. n. l. stal samovládcem (tyranem) v Korintu a byl jím až do konce života. Za manželku se vzal Lysidu, dceru Proklea, samovládce v Epidauru; sám ji nazýval Melissou. Měl s ní dva syny, staršího Kypsela, který byl pro slabomyslnost vlády neschopný, a mladšího Lykofrona, jenž zemřel ještě za Periandrova života.
Podle Aristotela byl sice tyranem, ale i zdatným válečníkem. Za jeho vlády dosáhl starověký Korint největšího hospodářského a politického rozmachu. Periandros omezil vliv rodových aristokratů, pozvedl zemědělství, řemesla i obchod a zavedl novou peněžní soustavu. Plánoval prokopat Istmos (Korintskou šíji), když se však vybudování průplavu ukázalo příliš obtížným, nechal vystavět kamennou rampu napříč Korintskou šíjí a ta sloužila k přepravování (přetahování) lodí přes souš (diolkos). Tím se lodím, jež se do té doby musely potýkat s nebezpečnými nástrahami při obeplouvání pobřeží Peloponéského poloostrova, podstatně zkrátila trasa plavby.
Nechal také rozšířit korintské přístavy a vybudoval silné loďstvo. Korintská umělecká keramika byla exportována po celém řeckém světě. Rozkvětu doznala i kolonizační politika, byly zakládány nové kolonie zejména na západním pobřeží Řecka na cestě do Itálie. Tyto osady zůstávaly ve svazku korintského státu; byl to zárodek jakési říše. Mezi nově založenými osadami vynikala Potedaia na Chalkidice. Na euboiských kolonistech Korinťané dobyli ostrov Kerkyru (pozdější Korfu) a posléze se zmocnili i Epidauru. Se zámořskými státy, jmenovitě s Lýdií a s Egyptem, žil Periandros v přátelských stycích.
Starobylou slavnost na počest boha Poseidóna přeměnil na všeřecké isthmické hry, které pak pořádal s velkou okázalostí. Ve vnitřní politice vydával zákony proti soukromému přepychu a omezoval otroctví. Nedovoloval žít v městě každému a zakázal rozkošnictví všeho druhu; kuplířky dával údajně házet do moře.
Nevymáhal žádné zvláštní daně a spokojil se s těmi, které plynuly z tržišť a přístavů. Zřídil radu, která dbala o to, aby výdaje nebyly větší než příjmy. Peníze, které získával především vybíráním cel z námořní plavby, používal také na stavbu chrámů a organizaci her. Podporoval kult Dionýsa. Na jeho dvoře tvořil básník Arión, slavný skladatel dithyrambů, sborových zpěvů na Dionýsovu počest.
Periandros zemřel patrně v roce 585 př. n. l., údajně ve věku 80 let. Po něm se stal samovládcem v Korintu jeho příbuzný Psammetichos, který byl však již v roce 583 př. n. l. zavražděn. Tyranidu pak nahradila oligarchie, která ponechávala rozhodování bohatým obchodníkům a průmyslníkům.

### Historky o jeho životě
O Periandrově životě se ve starověku vyprávěla řada historek:
- Aristippos Mladší tvrdil, že se Periandrova matka Krateia do syna zamilovala, tajně s ním souložila a on se z toho těšil. Když incest vyšel najevo, Periandra to mrzelo a stal se všem nesnesitelný.[12]
- Podle Hérodota byl zpočátku mírnější než jeho otec, ale později se stal ještě krvelačnějším než Kypselos. Jednou vyslal ke svému příteli Thrasybúlovi, jenž byl tyranem v Milétu, posla se žádostí, jak má věci ve městě uspořádat co nejspolehlivěji, aby měl všechno co nejlépe v rukou. Thrasybúlos vzal posla na procházku mezi osetá pole, a když přitom spatřil, že některý klas vyčnívá nad ostatní, vždy jej utrhl a zahodil. Periandros pochopil, že mu Thrasybúlos radí, aby zavraždil ty z občanů, kteří vynikají nad druhé. Od té doby utiskoval občany, kde jen mohl. Koho Kypselos při vraždění a vypovídání pominul, ten neunikl Periandrovi.[13]
- Nikolaos z Damašku uvádí, že Periandros změnil surově a násilně vládu na tyranii a obklopil se třemi stovkami tělesných strážců. Zakázal občanům vlastnit otroky a trávit čas v zahálce a každému vždy našel nějakou práci. Když někdo jen tak vysedával na tržišti, potrestal ho, obávaje se, aby proti němu lidé nemohli kout pikle.[14]
- Dle Diogena Laertia usmrtil svou těhotnou manželku v návalu hněvu tím, že po ní mrštil stoličkou nebo ji kopl do břicha. Uvěřil totiž pomluvám souložnic, které pak dal upálit.[1] Nikolaos z Damašku k tomu dodává, že pod vlivem chtíče měl potom ještě s mrtvou manželkou sexuální styk.[14]
- Hérodotos vypravuje, že se jednou chtěl od mrtvé manželky dovědět, kam uložila přítelem svěřený poklad. Pomocí vzývání mrtvých se manželka zjevila, ale odmítla uložení pokladu prozradit, protože nenechal při pohřbu spálit její oděvy, a jí je tudíž zima, je nahá. Periandros dal tedy vyhlásit, aby všechny korintské ženy přišly do chrámu Héřina. Ženy přišly jakoby ke slavnosti, každá oděna co nejsvátečněji. On však postavil do zálohy své kopiníky a dal je všechny do jedné vysvléci bez ohledu na to, zda byly svobodnými občankami či služebnicemi. Šaty dal snést do jámy a spálit je, přičemž se modlil k manželce. Když jí takto zajistil dostatečnou garderobu pro posmrtnou existenci, zjevila se manželka znovu a označila místo, kam uložila svěřený majetek.[15]
- Podle Hérodota se tyranův syn Lykofron s otcem rozešel, když se dověděl, že zabil jeho matku. Periandros ho vypudil na Kerkýru, která byla pod jeho vládou. Později, když zestárl, přemlouval syna, aby se vrátil a převzal po něm vládu. Syn však odmítal žít na jednom místě s otcem, a tak se nakonec dohodli, že Lykofrom převezme vládu v Korintu a Periandros odejde na Kerkýru. Ale obyvatelé Kerkýry ze strachu, aby jim do země nepřišel Periandros, Lykofrona zabili. Periandros pak ze msty poslal 300 synů předních mužů z Kerkýry do Sard, aby tam byli vykastrováni a stali se eunuchy. Při mezipřistání lodi na ostrově Samos však tamější obyvatelé hochy osvobodili a odvezli je zpět na Kerkýru k jejich rodičům.[16]
- Diogenés Laertios vypravuje, že se Periandra jednou někdo ptal, proč je samovládcem, a on odpověděl: „Protože i dobrovolně vzdát se samovlády i být jí násilně zbaven přináší nebezpečenství."[17]

## Mudrc

### Zařazení mezi sedm mudrců
Periandros údajně složil naučné básně asi o 2000 verších. Bývá také často řazen mezi sedm mudrců archaického Řecka. V prvním seznamu sedmi mudrců, který je uveden v Platónově dialogu Prótagoras, sice chybí (místo něho je tam Mysón), ale již Démétrios z Faléru ho mezi sedm mudrců řadí a uvádí jeho výroky. Určitým problémem pro zařazení mezi mudrce byla jeho pověst krutého tyrana. Proto někteří starověcí autoři tvrdili, že Periandros z Korintu mudrcem nebyl, tím prý byl jeho stejnojmenný bratranec, jenž pocházel z Ambrakie v západním Řecku.
Novodobí historikové zase zpochybňují hodnověrnost starověkých zpráv, které dělají z Periandra zvrhlé násilnické monstrum. Český badatel T. Vítek o tom píše: „I když Periandros asi nebyl žádný andílek, je téměř jisté, že Hérodotos jeho skutečné pohnutky a činy silně zkreslil, místy až diabolizoval, zejména asi kvůli svému přesvědčení, že samovláda morálně korumpuje a kriminalizuje poddané i vládce, i když původně nebyli špatní. Historky, které do nechutných podrobností vykreslují ohavnosti zlovolného tyrana, jsou zjevně fiktivní..."

### Výroky
Periandrovi je připisována řada mravních naučení a životních rad:
- Klid je dobrá věc.
- Ukvapenost je nebezpečná.
- Zisk je hanebný.
- Rozkoše jsou smrtelné, avšak ctnosti nesmrtelné.
- V štěstí buď umírněný, v neštěstí rozumný.
- Lepší zemřít v šetrnosti, než zaživa nuzovat.
- Snaž se být hoden svých rodičů.
- Buď stejný k přátelům v štěstí i neštěstí.
- Věc, kterou dobrovolně slíbíš, splň, neboť je špatné ji opominout.
- Neprozrazuj to, co je určeno k zamlčení.
- Kárej tak, abys mohl být rychle opět přítelem.
- Užívej starých zákonů, ale čerstvých pokrmů.
- Netrestej jenom ty, kteří chybují, ale zabraňuj v tom i těm, kteří se k tomu teprve chystají.
- Jsi-li nešťastný, skryj to, abys nedělal radost svým nepřátelům.